# Скилияс
Скилияс (на старогръцки: Σκυλλίας) или Сколияс, Σκολίας, или Скилис, Σκύλλις) е древногръцки плувец от V век пр. Хр., оказал заедно с дъщеря си Хидна помощ на обединените гръцки войски във Втората гръко-персийска война в 480 година пр. Хр.
Според Павзаний („Описание на Елада“, 10.19.1.) Скилияс е от халкидическия град Скионе. Работи като професионален треньор по плуване и от малка тренира и дъщеря си. В 480 година пр. Хр. по време на Второто персийско нашествие в Гърция, след Битката при Термопилите персийският цар Ксеркс I закотвя корабите си край Пелион, за да изчака отминаването на буря. Хидна и Скилияс предлагат услугите си на гръцката войска, доплуват тайно до персийските кораби и с ножове прерязват котвените въжета на корабите и отнасят настрани котвите. В резултат корабите започват да се блъскат един в друг в бурната вода и голяма част от флотата претърпява значителни щети, а няколко кораба потъват. Причиненото забавяне на персийците позволява на гръцката флота да се подготви и е един от факторите за последвалата гръцка победа в Битката при Саламин.
Като благодарност за героизма на Скилияс и Хидна амфиктионите им посвещават статуи в светилището в Делфи, които според Павзаний са били разположени зад статуята на Горгий.